# Thermoplasmatales
En taxonomía, los Thermoplasmatales son un orden situado dentro de la clase Thermoplasmata. Todos son acidófilos, que crecen de manera óptima a un pH por debajo de 2. Picrophilus es actualmente el acidófilo más resistente de todos los organismos conocidos, creciendo a un pH mínimo de 0.06. Muchos de estos organismos no tienen una pared celular, aunque esto no es el caso para Picrophilus. La mayoría de los miembros de los Thermoplasmatales son termófilos.

## Filogenia
La taxonomía aceptada actualmente se basa en la List of Prokaryotic Names with Standing in Nomenclature (LPSN) y Centro Nacional para la Información Biotecnológica (NCBI)
y la filogenia se basa en 16S rRNA - basa LTP liberación 106 por 'The All-Species Living Tree' Project.
|  | T. acidophilum Darland et al. 1970 (type sp.) |
|  |                                               |
|  | T. volcanium Segerer et al. 1988              |
|  |                                               |

|  | P. oshimae Schleper et al. 1996 (type sp.) |
|  |                                            |
|  | P. torridus Zillig et al. 1996             |
|  |                                            |

|  | A. aeolicum Golyshina et al. 2009 (type sp.)                |
|  |                                                             |
|  | A. cupricumulans (Hawkes et al. 2008) Golyshina et al. 2009 |
|  |                                                             |

|  | ?F. acidarmanus ♠ Dopson et al. 2004            |
|  |                                                 |
|  | ?F. thermophilum ♠ Zhou et al. 2008             |
|  |                                                 |
|  | F. acidiphilum Golyshina et al. 2000 (type sp.) |
|  |                                                 |

|  | A. aeolicum Golyshina et al. 2009 (type sp.)                |
|  |                                                             |
|  | A. cupricumulans (Hawkes et al. 2008) Golyshina et al. 2009 |
|  |                                                             |

|  | ?F. acidarmanus ♠ Dopson et al. 2004            |
|  |                                                 |
|  | ?F. thermophilum ♠ Zhou et al. 2008             |
|  |                                                 |
|  | F. acidiphilum Golyshina et al. 2000 (type sp.) |
|  |                                                 |

|  | P. oshimae Schleper et al. 1996 (type sp.) |
|  |                                            |
|  | P. torridus Zillig et al. 1996             |
|  |                                            |

|  | A. aeolicum Golyshina et al. 2009 (type sp.)                |
|  |                                                             |
|  | A. cupricumulans (Hawkes et al. 2008) Golyshina et al. 2009 |
|  |                                                             |

|  | ?F. acidarmanus ♠ Dopson et al. 2004            |
|  |                                                 |
|  | ?F. thermophilum ♠ Zhou et al. 2008             |
|  |                                                 |
|  | F. acidiphilum Golyshina et al. 2000 (type sp.) |
|  |                                                 |

|  | A. aeolicum Golyshina et al. 2009 (type sp.)                |
|  |                                                             |
|  | A. cupricumulans (Hawkes et al. 2008) Golyshina et al. 2009 |
|  |                                                             |

|  | ?F. acidarmanus ♠ Dopson et al. 2004            |
|  |                                                 |
|  | ?F. thermophilum ♠ Zhou et al. 2008             |
|  |                                                 |
|  | F. acidiphilum Golyshina et al. 2000 (type sp.) |
|  |                                                 |

|  | T. acidophilum Darland et al. 1970 (type sp.) |
|  |                                               |
|  | T. volcanium Segerer et al. 1988              |
|  |                                               |

|  | P. oshimae Schleper et al. 1996 (type sp.) |
|  |                                            |
|  | P. torridus Zillig et al. 1996             |
|  |                                            |

|  | A. aeolicum Golyshina et al. 2009 (type sp.)                |
|  |                                                             |
|  | A. cupricumulans (Hawkes et al. 2008) Golyshina et al. 2009 |
|  |                                                             |

|  | ?F. acidarmanus ♠ Dopson et al. 2004            |
|  |                                                 |
|  | ?F. thermophilum ♠ Zhou et al. 2008             |
|  |                                                 |
|  | F. acidiphilum Golyshina et al. 2000 (type sp.) |
|  |                                                 |

|  | A. aeolicum Golyshina et al. 2009 (type sp.)                |
|  |                                                             |
|  | A. cupricumulans (Hawkes et al. 2008) Golyshina et al. 2009 |
|  |                                                             |

|  | ?F. acidarmanus ♠ Dopson et al. 2004            |
|  |                                                 |
|  | ?F. thermophilum ♠ Zhou et al. 2008             |
|  |                                                 |
|  | F. acidiphilum Golyshina et al. 2000 (type sp.) |
|  |                                                 |

|  | P. oshimae Schleper et al. 1996 (type sp.) |
|  |                                            |
|  | P. torridus Zillig et al. 1996             |
|  |                                            |

|  | A. aeolicum Golyshina et al. 2009 (type sp.)                |
|  |                                                             |
|  | A. cupricumulans (Hawkes et al. 2008) Golyshina et al. 2009 |
|  |                                                             |

|  | ?F. acidarmanus ♠ Dopson et al. 2004            |
|  |                                                 |
|  | ?F. thermophilum ♠ Zhou et al. 2008             |
|  |                                                 |
|  | F. acidiphilum Golyshina et al. 2000 (type sp.) |
|  |                                                 |

|  | A. aeolicum Golyshina et al. 2009 (type sp.)                |
|  |                                                             |
|  | A. cupricumulans (Hawkes et al. 2008) Golyshina et al. 2009 |
|  |                                                             |

|  | ?F. acidarmanus ♠ Dopson et al. 2004            |
|  |                                                 |
|  | ?F. thermophilum ♠ Zhou et al. 2008             |
|  |                                                 |
|  | F. acidiphilum Golyshina et al. 2000 (type sp.) |
|  |                                                 |

|  | T. acidophilum Darland et al. 1970 (type sp.) |
|  |                                               |
|  | T. volcanium Segerer et al. 1988              |
|  |                                               |

|  | P. oshimae Schleper et al. 1996 (type sp.) |
|  |                                            |
|  | P. torridus Zillig et al. 1996             |
|  |                                            |

|  | A. aeolicum Golyshina et al. 2009 (type sp.)                |
|  |                                                             |
|  | A. cupricumulans (Hawkes et al. 2008) Golyshina et al. 2009 |
|  |                                                             |

|  | ?F. acidarmanus ♠ Dopson et al. 2004            |
|  |                                                 |
|  | ?F. thermophilum ♠ Zhou et al. 2008             |
|  |                                                 |
|  | F. acidiphilum Golyshina et al. 2000 (type sp.) |
|  |                                                 |

|  | A. aeolicum Golyshina et al. 2009 (type sp.)                |
|  |                                                             |
|  | A. cupricumulans (Hawkes et al. 2008) Golyshina et al. 2009 |
|  |                                                             |

|  | ?F. acidarmanus ♠ Dopson et al. 2004            |
|  |                                                 |
|  | ?F. thermophilum ♠ Zhou et al. 2008             |
|  |                                                 |
|  | F. acidiphilum Golyshina et al. 2000 (type sp.) |
|  |                                                 |

|  | P. oshimae Schleper et al. 1996 (type sp.) |
|  |                                            |
|  | P. torridus Zillig et al. 1996             |
|  |                                            |

|  | A. aeolicum Golyshina et al. 2009 (type sp.)                |
|  |                                                             |
|  | A. cupricumulans (Hawkes et al. 2008) Golyshina et al. 2009 |
|  |                                                             |

|  | ?F. acidarmanus ♠ Dopson et al. 2004            |
|  |                                                 |
|  | ?F. thermophilum ♠ Zhou et al. 2008             |
|  |                                                 |
|  | F. acidiphilum Golyshina et al. 2000 (type sp.) |
|  |                                                 |

|  | A. aeolicum Golyshina et al. 2009 (type sp.)                |
|  |                                                             |
|  | A. cupricumulans (Hawkes et al. 2008) Golyshina et al. 2009 |
|  |                                                             |

|  | ?F. acidarmanus ♠ Dopson et al. 2004            |
|  |                                                 |
|  | ?F. thermophilum ♠ Zhou et al. 2008             |
|  |                                                 |
|  | F. acidiphilum Golyshina et al. 2000 (type sp.) |
|  |                                                 |

|  | T. acidophilum Darland et al. 1970 (type sp.) |
|  |                                               |
|  | T. volcanium Segerer et al. 1988              |
|  |                                               |

|  | P. oshimae Schleper et al. 1996 (type sp.) |
|  |                                            |
|  | P. torridus Zillig et al. 1996             |
|  |                                            |

|  | A. aeolicum Golyshina et al. 2009 (type sp.)                |
|  |                                                             |
|  | A. cupricumulans (Hawkes et al. 2008) Golyshina et al. 2009 |
|  |                                                             |

|  | ?F. acidarmanus ♠ Dopson et al. 2004            |
|  |                                                 |
|  | ?F. thermophilum ♠ Zhou et al. 2008             |
|  |                                                 |
|  | F. acidiphilum Golyshina et al. 2000 (type sp.) |
|  |                                                 |

|  | A. aeolicum Golyshina et al. 2009 (type sp.)                |
|  |                                                             |
|  | A. cupricumulans (Hawkes et al. 2008) Golyshina et al. 2009 |
|  |                                                             |

|  | ?F. acidarmanus ♠ Dopson et al. 2004            |
|  |                                                 |
|  | ?F. thermophilum ♠ Zhou et al. 2008             |
|  |                                                 |
|  | F. acidiphilum Golyshina et al. 2000 (type sp.) |
|  |                                                 |

|  | P. oshimae Schleper et al. 1996 (type sp.) |
|  |                                            |
|  | P. torridus Zillig et al. 1996             |
|  |                                            |

|  | A. aeolicum Golyshina et al. 2009 (type sp.)                |
|  |                                                             |
|  | A. cupricumulans (Hawkes et al. 2008) Golyshina et al. 2009 |
|  |                                                             |

|  | ?F. acidarmanus ♠ Dopson et al. 2004            |
|  |                                                 |
|  | ?F. thermophilum ♠ Zhou et al. 2008             |
|  |                                                 |
|  | F. acidiphilum Golyshina et al. 2000 (type sp.) |
|  |                                                 |

|  | A. aeolicum Golyshina et al. 2009 (type sp.)                |
|  |                                                             |
|  | A. cupricumulans (Hawkes et al. 2008) Golyshina et al. 2009 |
|  |                                                             |

|  | ?F. acidarmanus ♠ Dopson et al. 2004            |
|  |                                                 |
|  | ?F. thermophilum ♠ Zhou et al. 2008             |
|  |                                                 |
|  | F. acidiphilum Golyshina et al. 2000 (type sp.) |
|  |                                                 |

Notes:

♠ Cepas encontradas en el Centro Nacional de Información sobre Biotecnología (NCBI) pero que no figuran en la List of Prokaryotic names with Standing in Nomenclature (LPSN).

## Otras lecturas

### Artículos de revistas científicas
- Hubrt, Harald; Stetter, Karl O. (2006). «Prokaryotes». Thermoplasmatales (The Prokaryotes): 101-102. doi:10.1007/0-387-30743-5_7.
- Oueriaghli, Nahid; Bejar, Victoria; Quesada, Emilia; Martinez-Checa, Fernando. «Molecular Ecology Techniques Reveal Both Spatial and Temporal Variations in the Diversity of Archaeal Communities within the Athalassohaline Environment of Rambla Salada, Spain». MICROBIAL ECOLOGY 66 (2): 297-311. PMID 23354292. doi:10.1007/s00248-013-0176-5.
- Paul, Kristina; Nonoh, James O.; Mikulski, Lena; Brune, Andreas. «"Methanoplasmatales," Thermoplasmatales-Related Archaea in Termite Guts and Other Environments, Are the Seventh Order of Methanogens». Applied and Environmental Microbiology 78 (23): 8245-8253. doi:10.1128/AEM.02193-12.
- Snelling, Timothy J; Genc, Bugra; McKain, Nest; Watson, Mick; Waters, Sinead M.; Creevey, Christopher J.; Wallace, R. John. Diversity and Community Composition of Methanogenic Archaea in the Rumen of Scottish Upland Sheep Assessed by Different Methods 9 (9). p. e106491. doi:10.1371/journal.pone.0106491.

### Libros científicos
- Reysenbach, A-L (2001). «Order I. Thermoplasmatales ord. nov.».  En DR Boone; RW Castenholz, eds. Bergey's Manual of Systematic Bacteriology Volume 1: The Archaea and the deeply branching and phototrophic Bacteria (2nd edición). New York: Springer Verlag. p. 169. ISBN 978-0-387-98771-2.
- Reysenbach, A-L (2001). «Class IV. Thermoplasmata class. nov.».  En DR Boone; RW Castenholz, eds. Bergey's Manual of Systematic Bacteriology Volume 1: The Archaea and the deeply branching and phototrophic Bacteria (2nd edición). New York: Springer Verlag. p. 169. ISBN 978-0-387-98771-2.

### Bases de datos científicos
- PubMed
- Tree of Life
- Google Scholar